# EURECA
EURECA (European Retrievable Carrier; deutsch Europäischer rückführbarer Träger) war ein vom Hauptauftragnehmer MBB-ERNO in Bremen gefertigter Forschungssatellit. Er wurde während der Space-Shuttle-Mission STS-46 1992 vom Schweizer Astronauten Claude Nicollier mit einem Greifarm ausgesetzt und arbeitete in einer Höhe von etwa 500 km. Ein Jahr später wurde er von STS-57 wieder eingefangen und auf die Erde zurückgebracht. EURECA wog 4491 kg und stellte eine elektrische Leistung von 1,5 kW zur Verfügung. Die Nutzlast betrug 1 t und bestand aus 71 Experimenten.
Eine Besonderheit war die modulare, aus GFK-Streben und Kugelköpfen zusammengesetzte Struktur, eine Variante der von MBB-ERNO entwickelten wiederverwendbaren Satellitenplattform SPAS.
Während des Aufenthaltes im Orbit wurden Experimente zur Mikrogravitation, Sonnenbeobachtungen sowie Materialforschungen durchgeführt. Zusätzlich war eine Weitwinkelkamera und ein Instrument für die Beobachtung energiereicher Röntgenstrahlung an Bord. Das RIT-Ionentriebwerk RITA-10 von MBB/EADS wurde erstmals im Weltraum getestet. Außerdem stellte EURECA eine Ka-Band Verbindung zu dem experimentellen Nachrichtensatelliten Olympus her.
Obwohl der Satellit für mindestens fünf Missionen ausgelegt war, absolvierte EURECA nur eine Mission.
EURECA ist eines der wenigen originalen Raumfahrzeuge, die in einem Museum erhalten geblieben sind. Im Jahr 2000 gelangte der Satellit als Schenkung der ESA ins Verkehrshaus der Schweiz nach Luzern, wo er seither in der Halle Luft- und Raumfahrt ausgestellt ist.
Im August 2016 wurde der Satellit in die Eidgenössische Materialprüfungs- und Forschungsanstalt überführt. Er wurde dort während knapp 4 Wochen geröntgt, um die Folgen monatelanger extremer Strahlung und Temperatur auf das Material zu untersuchen.

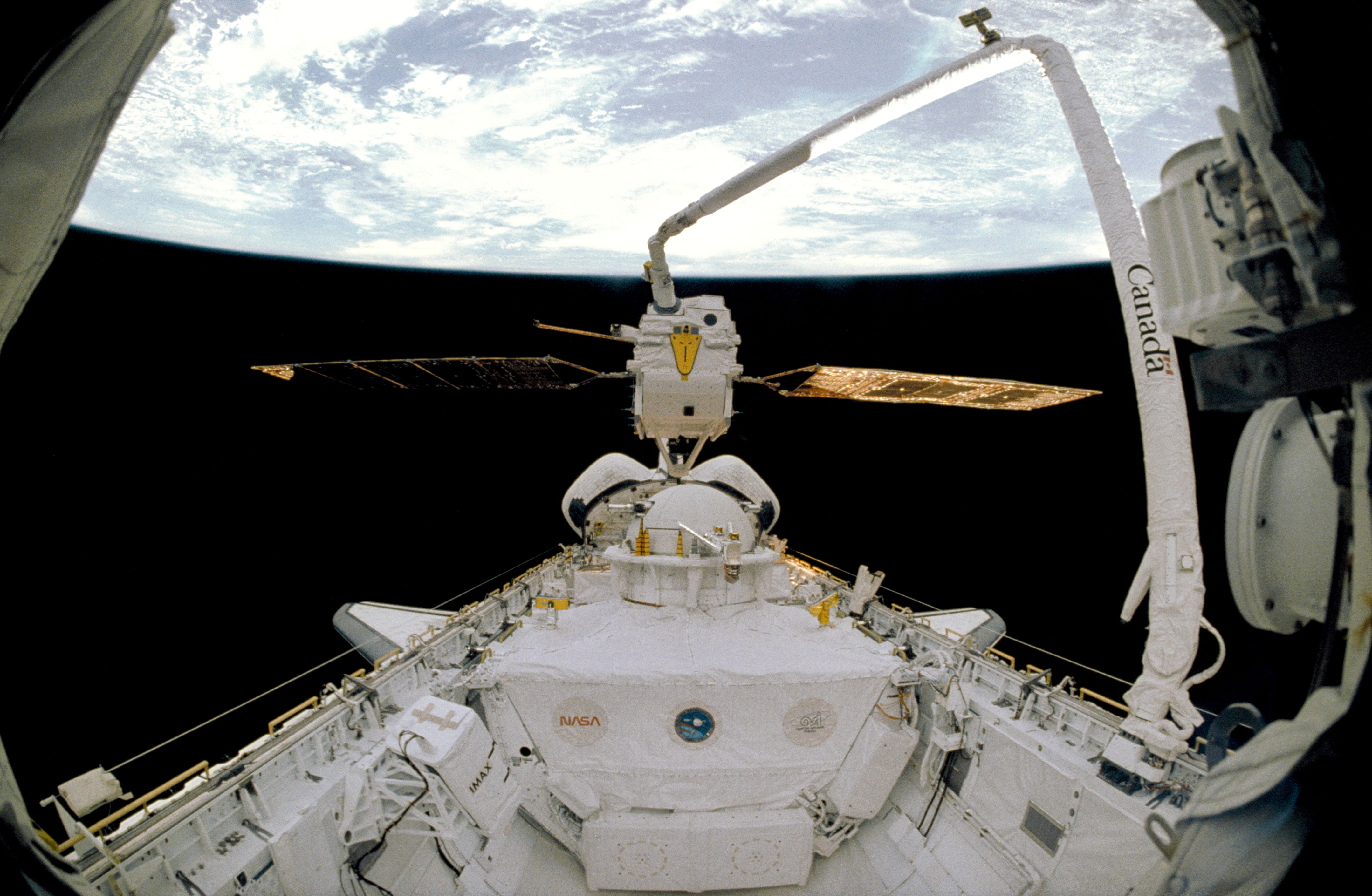
EURECA-1L während des Aussetzens
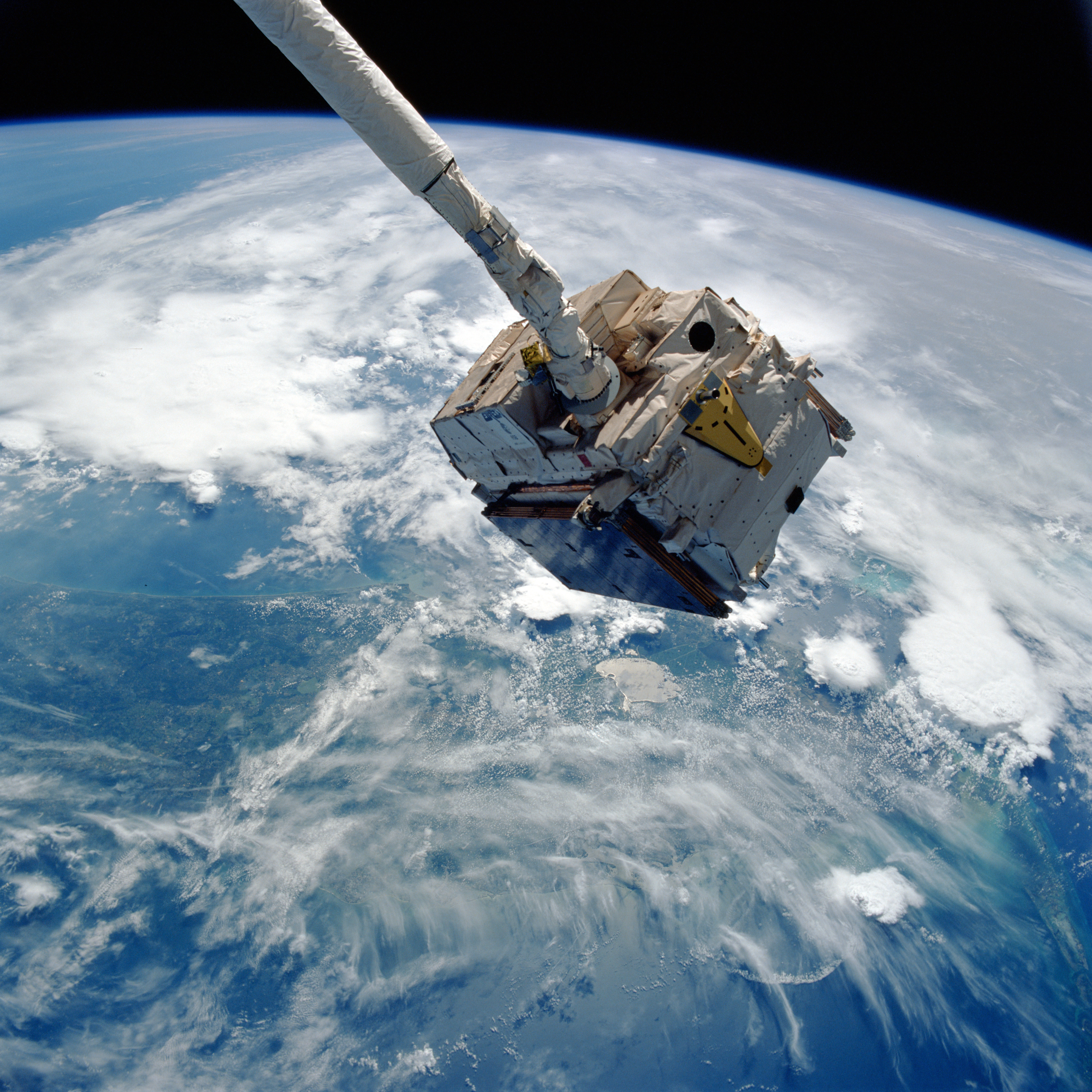
EURECA beim Einfangen